# 아모 료스케
아모 료스케(일본어: 天羽 良輔, 1983년 9월 19일 ~ )는 일본의 전 축구 선수이다.

## 구단 경력
과거 도쿠시마 보르티스에서 활동하였다.